# Montevideo Wanderers Fútbol Club
Il Montevideo Wanderers Fútbol Club, o più semplicemente Montevideo Wanderers, è una società calcistica uruguaiana con sede a Montevideo. Milita nella prima divisione nazionale.
La maglia del club originariamente era azzurra con righe bianche. I Montevideo Wanderers cambiarono il colore delle loro maglie in omaggio al club argentino dell'Estudiantes de Buenos Aires come sigillo di amicizia tra le società.
Il club ebbe più di quattro campi di gara ufficiali negli anni, uno di questi è l'attuale stadio del Liverpool di Montevideo, chiamato stadio Belvedere. Inoltre per alcuni periodi della sua storia lo stadio fu vacante.
Attualmente lo stadio ufficiale è lo stadio Viera, situato a Prado vicino a Montevideo.
Giocatori famosi del club furono:
Obdulio Varela, Enzo Francescoli, Pablo Bengoechea e l'oriundo italiano Mauro Germán Camoranesi, campione del mondo 2006, che visse una breve esperienza nei Montevideo Wanderers negli anni novanta.

## Evoluzione delle maglie
| 1902 | Dal 1903 a oggi |

## Rosa 2019
| N. |                    | Ruolo | Calciatore              |
| -- | ------------------ | ----- | ----------------------- |
| 1  | Uruguay (bandiera) | P     | Leonardo Burián         |
| 2  | Uruguay (bandiera) | D     | Gastón Bueno            |
| 3  | Uruguay (bandiera) | D     | Emiliano Díaz           |
| 4  | Uruguay (bandiera) | C     | Matías Santos           |
| 6  | Uruguay (bandiera) | D     | Paulo Lima              |
| 8  | Uruguay (bandiera) | C     | Adrián Colombino        |
| 9  | Uruguay (bandiera) | A     | Santiago Bellini        |
| 10 | Uruguay (bandiera) | A     | Sergio Blanco           |
| 11 | Uruguay (bandiera) | A     | Javier Cabrera          |
| 12 | Uruguay (bandiera) | P     | Ignacio de Arruabarrena |
| 14 | Uruguay (bandiera) | A     | Diego Riolfo            |
| 17 | Uruguay (bandiera) | C     | Joaquín Verges          |
| 18 | Uruguay (bandiera) | C     | Jonathan Rodríguez      |

| N. |                    | Ruolo | Calciatore           |
| -- | ------------------ | ----- | -------------------- |
| 19 | Uruguay (bandiera) | C     | Diego Scotti         |
| 20 | Uruguay (bandiera) | C     | Pablo Ceppelini      |
| 21 | Uruguay (bandiera) | A     | Rodrigo Pastorini    |
| 22 | Uruguay (bandiera) | C     | Juan Duarte          |
| 24 | Uruguay (bandiera) | D     | Martín Rivas         |
| 25 | Uruguay (bandiera) | P     | Federico Cristóforo  |
| 26 | Uruguay (bandiera) | C     | Rodrigo Rivero       |
| 27 | Uruguay (bandiera) | D     | Federico Andueza     |
| 28 | Uruguay (bandiera) | D     | Federico Barrandeguy |
| 32 | Brasile (bandiera) | D     | Caue Fernandes       |
|    | Uruguay (bandiera) | D     | Matías Aguirregaray  |
|    | Uruguay (bandiera) | C     | Nicolás Queiroz      |
|    | Uruguay (bandiera) | D     | Juan Acosta          |
|    | Uruguay (bandiera) | D     | Hernán Petryk        |

## Rosa 2016
| N. |                    | Ruolo | Calciatore              |
| -- | ------------------ | ----- | ----------------------- |
| 1  | Uruguay (bandiera) | P     | Leonardo Burián         |
| 2  | Uruguay (bandiera) | D     | Gastón Bueno            |
| 3  | Uruguay (bandiera) | D     | Emiliano Díaz           |
| 4  | Uruguay (bandiera) | C     | Matías Santos           |
| 6  | Uruguay (bandiera) | D     | Paulo Lima              |
| 8  | Uruguay (bandiera) | C     | Adrián Colombino        |
| 9  | Uruguay (bandiera) | A     | Santiago Bellini        |
| 10 | Uruguay (bandiera) | A     | Sergio Blanco           |
| 11 | Uruguay (bandiera) | A     | Javier Cabrera          |
| 12 | Uruguay (bandiera) | P     | Ignacio de Arruabarrena |
| 14 | Uruguay (bandiera) | A     | Diego Riolfo            |
| 16 | Uruguay (bandiera) | D     | Alex Silva              |

| N. |                    | Ruolo | Calciatore           |
| -- | ------------------ | ----- | -------------------- |
| 17 | Uruguay (bandiera) | C     | Joaquín Verges       |
| 18 | Uruguay (bandiera) | C     | Jonathan Rodríguez   |
| 19 | Uruguay (bandiera) | C     | Diego Scotti         |
| 20 | Uruguay (bandiera) | C     | Pablo Ceppelini      |
| 22 | Uruguay (bandiera) | C     | Juan Duarte          |
| 24 | Uruguay (bandiera) | D     | Martín Rivas         |
| 25 | Uruguay (bandiera) | P     | Federico Cristóforo  |
| 26 | Uruguay (bandiera) | C     | Rodrigo Rivero       |
| 27 | Uruguay (bandiera) | D     | Federico Andueza     |
| 28 | Uruguay (bandiera) | D     | Federico Barrandeguy |
| 32 | Brasile (bandiera) | D     | Caue Fernandes       |
|    | Uruguay (bandiera) | C     | Nicolás Queiroz      |

## Rosa 2013-2014
| N. |                    | Ruolo | Calciatore                 |
| -- | ------------------ | ----- | -------------------------- |
| 1  | Uruguay (bandiera) | P     | Martín Sebastián Rodríguez |
| 2  | Uruguay (bandiera) | D     | Gastón Bueno               |
| 3  | Uruguay (bandiera) | D     | Emiliano Díaz              |
| 4  | Uruguay (bandiera) | D     | Jonathan Sandoval          |
| 5  | Uruguay (bandiera) | C     | Santiago Martínez          |
| 6  | Uruguay (bandiera) | C     | Adrián Colombino           |
| 7  | Ecuador (bandiera) | A     | Richard Mercado            |
| 8  | Uruguay (bandiera) | D     | Guzmán Pereira             |
| 9  | Uruguay (bandiera) | C     | Pablo Lavandeira           |
| 10 | Uruguay (bandiera) | C     | Rodrigo Pastorini          |
| 11 | Uruguay (bandiera) | A     | Javier Cabrera             |
| 12 | Uruguay (bandiera) | P     | Pablo Silveira             |
| 13 | Uruguay (bandiera) | D     | Maximiliano Olivera        |

| N. |                      | Ruolo | Calciatore               |
| -- | -------------------- | ----- | ------------------------ |
| 14 | Uruguay (bandiera)   | D     | Germán Duarte            |
| 15 | Uruguay (bandiera)   | C     | Leandro Paiva            |
| 17 | Uruguay (bandiera)   | A     | Federico Rodríguez       |
| 16 | Uruguay (bandiera)   | D     | Mauricio Sebastián Gómez |
| 18 | Uruguay (bandiera)   | D     | Germán Duarte            |
| 19 | Uruguay (bandiera)   | A     | Diego Riolfo             |
| 20 | Uruguay (bandiera)   | C     | Sebastián Gagnebin       |
| 21 | Uruguay (bandiera)   | D     | Martín Díaz              |
| 22 | Argentina (bandiera) | C     | Lucas Lencina            |
| 23 | Uruguay (bandiera)   | A     | Gastón Rodríguez         |
| 24 | Uruguay (bandiera)   | C     | Matías Santos            |
| 25 | Uruguay (bandiera)   | P     | Federico Cristóforo      |
| 28 | Uruguay (bandiera)   | C     | Emiliano Téliz           |

## Rosa 2011-2012
| N. |                      | Ruolo | Calciatore                  |
| -- | -------------------- | ----- | --------------------------- |
| 1  | Uruguay (bandiera)   | P     | Martín Sebastián Rodríguez  |
| 2  | Argentina (bandiera) | D     | Juan Mathias Bogado         |
| 3  | Uruguay (bandiera)   | D     | Martín González             |
| 4  | Uruguay (bandiera)   | D     | Jonathan Sandoval           |
| 5  | Uruguay (bandiera)   | C     | Santiago Martínez           |
| 6  | Argentina (bandiera) | D     | Federico Domínguez          |
| 7  | Ecuador (bandiera)   | A     | Richard Mercado             |
| 8  | Uruguay (bandiera)   | C     | Antonio Pacheco             |
| 9  | Uruguay (bandiera)   | A     | Excequiel Vázquez           |
| 10 | Uruguay (bandiera)   | C     | Maximiliano Rodríguez Maeso |
| 11 | Uruguay (bandiera)   | A     | Javier Cabrera              |
| 12 | Uruguay (bandiera)   | D     | Maximiliano Olivera         |
| 13 | Uruguay (bandiera)   | C     | Guzmán Pereira              |
| 14 | Uruguay (bandiera)   | C     | Juan José Blanco            |
| 16 | Uruguay (bandiera)   | D     | Nicolás Rodríguez           |

| N. |                    | Ruolo | Calciatore         |
| -- | ------------------ | ----- | ------------------ |
| 17 | Brasile (bandiera) | C     | Diogo              |
| 18 | Uruguay (bandiera) | D     | Marcelo Méndez     |
| 19 | Uruguay (bandiera) | D     | Matías Quagliotti  |
| 20 | Uruguay (bandiera) | A     | Sebastián Gagnebin |
| 21 | Uruguay (bandiera) | A     | Santiago Lamanna   |
| 22 | Uruguay (bandiera) | C     | Matías Mirabaje    |
| 23 | Uruguay (bandiera) | C     | Adrián Colombino   |
| 24 | Uruguay (bandiera) | D     | Santiago Riso      |
| 25 | Uruguay (bandiera) | P     | Rodrigo Odriozola  |
| 27 | Uruguay (bandiera) | D     | Sergio Rodríguez   |
| 28 | Uruguay (bandiera) | C     | Juan Ramón Curbelo |
| 29 | Uruguay (bandiera) | A     | Gastón Rodríguez   |
|    | Uruguay (bandiera) | A     | Nicolás Albarracín |
|    | Brasile (bandiera) | A     | Wallisson Silva    |

## Palmarès

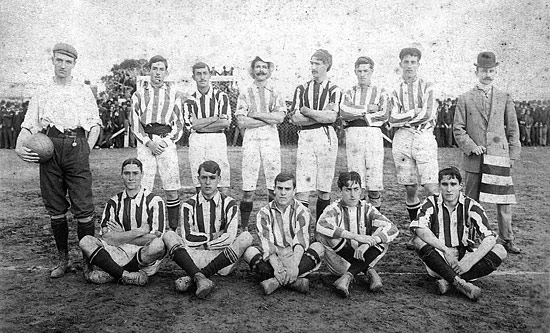
La squadra nel 1906.

### Competizioni nazionali
- Campionato uruguaiano: 4

1906, 1909, 1923 (FUF), 1931
- Segunda División Uruguaya: 4

1952, 1962, 1972, 2000
- Torneo Competencia (2)

1987, 1990
- Liguilla Pre-Libertadores de América: 2

1987, 2001

### Competizioni internazionali
- Tie Cup: 3

1911, 1917, 1918
- Copa de Honor Cousenier: 1

1908

### Altri piazzamenti
- Campionato uruguaiano:

Secondo posto: 1907, 1908, 1911, 1922, 1924 (FUF), Provisorio 1926, 1980, 1985, 2016, Intermedio 2020
Terzo posto: 1905, 1912, 1916, 1934, 1935, 1937, 1939, 1940, 1942, 1963, 1981, 1991, Clausura 2018, Clausura 2021
- Supercopa Uruguaya:

Finalista: 2021
- Copa Ricardo Aldao:

Finalista: 1923

## Giocatori celebri

### Vincitori di titoli
Calciatori campioni del mondo
- Lorenzo Fernandez (1930)
- Domingo Tejera (1930)

Calciatori campioni olimpici di calcio
- Zoilo Saldombide (Parigi 1924)
- René Borjas (Amsterdam 1928)
- Roberto Figueroa (Amsterdam 1928)
- Domingo Tejera (Amsterdam 1928)

## Allenatore celebri
- 1940-43: Carlos Carlomagno
- 1985-86: Óscar Tabárez

## Presidenti
| - 1902-1903: Juan Sardeson - 1904-1904: Horacio Trápani - 1905-1905: Enrique Sardeson - 1906-1907: Miguel Aphesteguy - 1908-1908: Américo Pedragosa Sierra - 1909-1910: Alfredo Le Blas - 1911-1911: Américo Pedragosa Sierra - 1912-1912: Héctor Ortiz Garzón - 1913-1914: Alfredo Víctor Viera - 1915-1919: Héctor Rivadavia Gómez - 1920-1922: Abel Zamora - 1923-1923: Héctor Rivadavia Gómez - 1924-1925: Jaime Calafat - 1926-1930: Alfredo Víctor Viera - 1931-1932: Luis Fernández Gastelú - 1933-1935: Carlos Bastos - 1936-1938: Juan Ferrando - 1939-1940: Juan Ponce de León - 1941-1941: Luis Castagnola - 1942-1943: Luis Fernández Gastelú - 1944-1945: Alberto Belbussi |  | - 1946-1946: Rodolfo Viera - 1947-1948: Eduardo Cuneo - 1949-1950: Esteban Bacigalupi - 1951-1952: Luis Fernández Gastelú - 1953-1953: Fernando Fariña - 1954-1960: Luis Alberto Castagnola - 1961-1964: Walter Lanfranco - 1965-1965: Nicolás Algorta - 1966-1966: Ulises Morassi - 1967-1968: Raúl Ponce de León - 1969-1970: Hugo Castagnola - 1971-1984: Mateo Giri - 1985-1986: Héctor Pirez - 1987-1988: Ramón Méndez - 1989-1990: Walter Lanfranco - 1991-1994: Hugo Castagnola - 1995-1996: Alberto Rey - 1997-1998: Carlos Maresca - 1999-2006: Walter Devoto - 2007-2008: Alvaro Ezcurra - 2008-presente: Guillermo Raggio |